# Heliocopris atropos
Heliocopris atropos là một loài bọ cánh cứng trong họ Bọ hung (Scarabaeidae).